# 1948

## Събития

### В света
- 1 януари
  - Влиза в сила Общото споразумение за тарифите и търговията (ГАТТ), чиято цел е либерализация на международната търговия.
  - Британските железопътни линии са национализирани.
- 14 май – Създадена е държавата Израел.

### В България
- 13 февруари – Авиокомпания Дирекция Въздушни съобщения открива първата българска редовна международна въздушна линия София-Белград-Будапеща-Прага със самолет Ли-2п.
- 5 май – Създаване на ПФК ЦСКА (София).

## Родени
- Джордже Арсов, политик от Република Македония
- Димитър Златанов, български волейболист
- Орасио Гутиерес, американски пианист
- Румяна Петкова, българска режисьорка
- Тери Гудкайнд, американски писател
- 1 януари – Лин Аби, американска писателка
- 7 януари – Ичиро Мидзуки, японски певец и актьор
- 9 януари – Явор Милушев, български актьор
- 12 януари – Елена Божкова, българска народна певица
- 20 януари – Тодор Финков, български учен, съвременник
- 26 януари – Румен Петков, български режисьор
- 27 януари – Валерий Брайнин, руско-немски музикален педагог, културолог и поет
- 30 януари – Божидар Финков, български лекар и политик
- 3 февруари
  - Карлош Фелипе Шименеш Бело, източнотиморски духовник, лауреат на Нобелова награда за мир през 1996 г.
  - Хенинг Манкел, шведски писател
- 4 февруари – Алис Купър, хевиметъл музикант
- 6 февруари – Феликс Митерер, австрийски писател
- 9 февруари
  - Антонио Санини, испански рали пилот
  - Константин Пуликовски, генерал-лейтенант от Руските въоръжени сили
- 19 февруари – Тони Айоми, британски китарист, съосновател и член на рок групата Black Sabbath
- 22 февруари – Джон Аштън, американски актьор
- 25 февруари – Фридрих Концилия, австрийски футболист
- 28 февруари – Стивън Чу, амеркански физик, лауреат на Нобелова награда за физика през 1997 г.
- 29 февруари – Мартин Зутер, швейцарски писател
- 2 март – Рори Галахър, ирландски рок-музикант († 1995 г.)
- 4 март – Джеймс Елрой, американски писател
- 5 март – Вирджиния Харт, американска писателка
- 9 март – Ема Бонино, италиански политик
- 16 март – Маргарет Вайс, американска писателка
- 17 март – Уилям Гибсън, американски писател
- 22 март – Андрю Лойд Уебър, британски композитор
- 28 март – Даян Уийст, американска актриса
- 30 март – Еди Джордан, ирландски автомобилен състезател
- 31 март – Ал Гор, американски политик
- 2 април – Димитрис Митропанос, гръцки певец († 2012 г.)
- 3 април – Яп де Хоп Схефер, холандски политик
- 4 април – Дан Симънс, американски писател
- 7 април – Пиетро Анастази, италиански футболист
- 9 април
  - Пати Право, италианска певица
  - Радойка Шверко, хърватска певица и актриса
- 10 април – Цветан Атанасов, български футболист
- 11 април – Марчело Липи, италиански футболист и треньор
- 12 април – Йошка Фишер, германски политик
- 13 април – Драго Янчар, словенски писател, драматург и есеист
- 14 април
  - Татяна Набатникова, руска писателка
  - Димитър Дъбов, български политик
- 19 април – Мая Драгоманска, българска театрална и филмова актриса
- 26 април – Методи Бончев, български футболист
- 27 април – Йозеф Хикерсбергер, австрийски футболист и треньор
- 28 април – Тери Пратчет, британски писател
- 5 май – Бил Уорд, британски музикант
- 8 май – Анета Сотирова, българска актриса
- 10 май – Янина Мишчукайте, литовска певица († 2008 г.)
- 13 май – Желязко Христов, български синдикалист
- 31 май – Джон Бонъм, британски барабанист († 1980 г.)
- 4 юни – Юрген Шпарвасер, германски футболист
- 17 юни – Храпън Гунльойсон, исландски кинорежисьор
- 21 юни
  - Анджей Сапковски, полски писател
  - Дон Еъри, английски рокпианист
- 23 юни – Буяр Скъндо, албански дипломат
- 28 юни – Иван Забунов, български историк, общественик и политик († 2020 г.)
- 29 юни
  - Емил Чакъров, български диригент
  - Иън Пейс, британски барабанист
- 3 юли – Йордан Костурков, български писател и преводач
- 6 юли – Бодо Кирххоф, немски писател
- 10 юли – Ангел Ангелов, български боксьор
- 11 юли – Сергей Антонов, българин
- 15 юли – Майкъл Кремо, американски писател
- 30 юли
  - Жан Рено, френски актьор
  - Юлия Ценова, българска пианистка, композитор и педагог († 2010 г.)
- 31 юли – Велко Кънев, български актьор († 2011 г.)
- 1 август – Дейвид Гемел, британски писател († 2006 г.)
- 3 август – Жан-Пиер Рафарен, френски политик
- 5 август – Рей Клемънс, английски футболист
- 7 август – Дан Халуц, израелски генерал
- 9 август – Валентин Колев, български художник
- 12 август – Сю Монк Кид, американска писателка
- 13 август – Синтия Харод-Игълс, британска писателка
- 20 август – Робърт Плант, британски рок музикант, вокалист на групата Лед Цепелин
- 20 август – Ремо Джироне, италиански актьор от еритрейски произход
- 30 август – Виктор Скумин, руски учен и писател
- 31 август – Рудолф Шенкер, германски китарист и композитор
- 5 септември – Бенита Фереро-Валднер, австрийски политик
- 10 септември – Георги Пирински, български политик
- 11 септември – Димитър Костадинов, български поет, писател, критик
- 17 септември – Кирил Миланов, български футболист
- 19 септември – Джеръми Айрънс, английски филмов, телевизионен и театрален актьор
- 20 септември – Джордж Р. Р. Мартин, американски писател
- 2 октомври – Ана Митгуч, австрийска писателка
- 8 октомври – Клод Жад, френска актриса († 2006 г.)
- 17 октомври – Робърт Джордан, американски фентъзи писател († 2007 г.)
- 5 ноември – Питър Хамил, британски музикант
- 6 ноември – Роберт Хюбнер, немски шахматист († 2025 г.)
- 8 ноември – Асен Агов, български политик
- 10 ноември – Винсънт Скиавели, американски актьор
- 11 ноември – Калинка Лечева, българска акробатка
- 14 ноември – Чарлз, престолонаследник на Великобритания
- 15 ноември – Екрем Баша, косовски албански поет
- 16 ноември – Джими Йънг, американски боксьор († 2005 г.)
- 20 ноември – Джон Болтън, американски политик
- 21 ноември – Мишел Сулейман, президент на Ливан
- 27 ноември – Вячеслав Мадан, молдовски дипломат
- 29 ноември – Мария Стоянова, български народен представител
- 3 декември – Ози Озбърн, британски рок музикант, съосновател и вокалист на Black Sabbath († 2025 г.)
- 5 декември – Кунка Желязкова, българска народна певица
- 6 декември – Кеке Розберг, финландски пилот от Формула 1
- 7 декември – Гертруд Лойтенегер, швейцарска писателка († 2025 г.)
- 12 декември – Сърджан Керим, политик и дипломат от Република Македония
- 13 декември – Тед Наджънт, американски рок музикант
- 14 декември – Мариане Фриц, австрийска писателка († 2007 г.)
- 18 декември – Светослав Гаврийски, български икономист и политик
- 21 декември – Самюъл Джаксън, американски актьор
- 27 декември – Жерар Депардийо, френски актьор и режисьор
- 31 декември – Дона Самър, американска поп певица († 2012 г.)

## Починали
- Владимир Жидовец, хърватски дипломат и общественик
- Стерьос Влахбеис, гръцки андартски капитан
- 8 януари – Курт Швитерс, немски поет и художник
- 15 януари – Ралф Нелсън Елиът, американски икономист
- 30 януари – Махатма Ганди, индийски политик
- 11 февруари – Сергей Айзенщайн, съветски режисьор (р. 1898 г.)
- 2 март – Ейбрахам Брил, американски психиатър и психоаналитик
- 4 март – Антонен Арто, френски драматург, актьор и режисьор (р. 1896 г.)
- 23 март – Николай Бердяев, Руски философ
- 17 април – Кантаро Судзуки, Министър-председател на Япония
- 20 април – Мицумаса Йонаи, Министър-председател на Япония
- 15 юли – Джон Пършинг, американски генерал
- 23 юли – Дейвид Уорк Грифит, американски режисьор (р. 1875 г.)
- 24 юли – Пенчо Златев, български генерал (р. 1883 г.)
- 4 август – Милева Марич, сръбска математичка
- 27 август – Андон Калчев, български офицер и революционер
- 5 септември – Ричард Толман, американски физикохимик (р. 1881 г.)
- 10 септември – Фердинанд I, цар на България (1908 – 1918) (р. 1861 г.)
- 11 септември – Мохамед Али Джина, пакистански политик
- 24 октомври – Франц Лехар, унгарски композитор (р. 1870 г.)
- 8 ноември – Борис Неврокопски, висш български духовник (р. 1888 г.)
- 10 ноември – Георги Шагунов, български композитор
- 22 ноември – Янаки Моллов, български икономист и политик (р. 1882 г.)
- 16 декември – Никола Маринов, български художник (р. 1879 г.)
- 23 декември – Хидеки Тоджо, японски военачалник и политик
- ? – Страхил Развигоров, български революционер (р. 1897 г.)

## Нобелови награди
- Физика – Патрик Блакет
- Химия – Арне Тиселиус
- Физиология или медицина – Паул Мюлер
- Литература – Т. С. Елиът
- Мир – наградата не се присъжда

Вижте също:
- календара за тази година